# Gillichthys mirabilis
Gillichthys mirabilis är en fiskart som beskrevs av Cooper, 1864. Gillichthys mirabilis ingår i släktet Gillichthys och familjen smörbultsfiskar. IUCN kategoriserar arten globalt som livskraftig. Inga underarter finns listade i Catalogue of Life.